# Droomkamers
Droomkamers was een kinderprogramma op de zender Nickelodeon. In het programma werden kinderen verrast met een nieuwe slaapkamer door vrienden of familie. Terwijl één van de presentatoren het kind een hele dag mee op uitstap nam, bouwden de vrienden of familie in het geheim aan de Droomkamer.
Het programma werd tijdens het eerste seizoen gepresenteerd door Iris Hesseling en Stef Poelmans. In het tweede seizoen bleef Hesseling presentator en werd ze vergezeld door Wout Verstappen. Het derde seizoen presenteerde Verstappen samen met Nienke van Dijk.